# HUN-REN Wigner Fizikai Kutatóközpont Szilárdtestfizikai és Optikai Intézet
A HUN-REN Wigner Fizikai Kutatóközpont Szilárdtestfizikai és Optikai Intézet (rövidítve HUN-REN Wigner FK SZFI) kutatásokat végez az elméleti és kísérleti szilárdtestfizika, az anyagtudományok, valamint az elméleti és kísérleti optika területén. Céljuk új anyagok előállítása, minősítése, új optikai kristályok és vékonyréteg eszközök előállítása és alkalmazása, új anyagvizsgáló módszerek fejlesztése és lézerek fejlesztése és alkalmazása. Az Intézet kutatói intenzíven részt vesznek a felsőoktatásban és a posztdoktorális képzésben.

## Az intézet jogelődei
Az MTA Központi Fizikai Kutatóintézet Szilárdtestfizikai Kutatóintézete 1981-ben alakult az MTA Központi Fizikai Kutatóintézet (KFKI) részeként. 1992-ben önálló akadémiai intézetté vált MTA Szilárdtestfizikai Kutatóintézet néven. Az intézet jelenlegi profilja 1998-ban alakult ki, amikor az akadémiai intézetek átszervezése során az MTA Kristályfizikai Kutatólaboratóriuma csatlakozott az intézethez. A csatlakozás után kapta az Intézet az MTA Szilárdtestfizikai és Optikai Kutatóintézet nevet. 2012. január 1-től az intézet az MTA Wigner Fizikai Kutatóközpont részeként üzemelt tovább MTA Wigner Fizikai Kutatóközpont Szilárdtestfizikai és Optikai Intézet néven. 2019. szeptember 1-től a Magyar Tudományos Akadémia kutatóintézetei, így a Wigner FK is, önálló intézetekként működtek tovább, a 2019. augusztus 1-én alapított Eötvös Loránd Kutatási Hálózat (ELKH) részeként. 2024. január 1-től az ELKH HUN-REN (Hungarian Research Network, Magyar Kutatási Hálózat) néven működött tovább; a Wigner FK SZFI hivatalos neve így 2024. január 1-től HUN-REN Wigner Fizikai Kutatóközpont Szilárdtestfizikai és Optikai Intézet lett.

## Kutatási területek
- Elméleti szilárdtestfizika (Erősen korrelált rendszerek, Komplex rendszerek, Elektronállapotok szilárdtestekben, Félvezető nanoszerkezetek)
- Kísérleti szilárdtestfizika (Nem egyensúlyi ötvözetek, Szerkezetkutatás, Rádiófrekvenciás spektroszkópia)
- Komplex folyadékok (Részben rendezett rendszerek, Elektrolitikus nanoszerkezetek, Folyadékszerkezet, Elektromos gázkisülések)
- Neutronspektroszkópia
- Alkalmazott és nemlineáris optika (Lézeralkalmazások és optikai méréstechnika, Femtoszekundumos lézerek, Ultragyors, nagyintenzitású lézertér kölcsönhatásai anyaggal, Kristályfizika, Nanoszerkezetek és alkalmazott spektroszkópia)
- Kvantumoptika és kvantuminformatika